# Sökkvabekkr

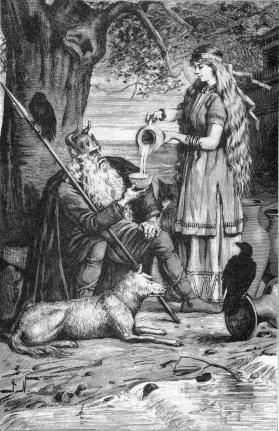
Odin en Saga, illustratie van Frederik Sander (1893)

Sökkvabekkr of Sökkvabekk (Dieptebeek) is in de Noordse mythologie de naam van een godenburcht in Asgard. Het is een van de twaalf paleizen waar Asen en Asinnen er hun verblijf houden. In dit geval gaat het om de godin Saga. Er spoelt koud water rondom dit paleis. Daar ontmoeten Odin en Saga elkaar dagelijks en drinken dan samen uit gouden vaatwerk dat aldus Grimnismal een drank voor onsterfelijkheid en dichtkunst bevat.

## De Twaalf Paleizen en hunbezitters
De volgorde is hier louter alfabetisch:
1. Alfheim, ("Alfenheim") Freyrs Paleis
2. Breidablik, ("Breedglans") Baldrs Paleis
3. Folkvangr, ("Volksplein") Freyja's Paleis met Zaal Sessrumnir
4. Gladsheimr, ("Vreugdewereld") Odins Paleis met Zaal Walhalla
5. Glitnir, ("Glitter", Stralende) Forseti's Paleis
6. Himinbjörg, Heimdalls Paleis
7. Nóatún, ("Scheepsplaats") Njörðrs Paleis
8. Sökkvabekkr, ("Dieptebeek") Saga's Paleis
9. Þrymheimr, Skaði's Paleis
10. Valaskjálf, Vali's Paleis met Odins troon Hlidskjalf
11. Vidi, Vidars Paleis, ook Landwidi ("Landwijdte")
12. Ydalir, Ullrs Paleis